# San Juan y Martínez
San Juan y Martínez is een gemeente in de Cubaanse provincie Pinar del Río. De gemeente heeft een oppervlakte van 408 km² en telt 44.000 inwoners (2015).